# Plesionika holthuisi
Plesionika holthuisi är en kräftdjursart som beskrevs av Crosnier och Forest 1968. Plesionika holthuisi ingår i släktet Plesionika och familjen Pandalidae. Inga underarter finns listade i Catalogue of Life.